# ملروس، نیومکزیکو
ملروس (به انگلیسی: Melrose) یک روستا (ایالات متحده آمریکا) در ایالات متحده آمریکا است که در شهرستان کری، نیومکزیکو واقع شده‌است.
 ملروس ۴٫۳۸ کیلومتر مربع مساحت و ۶۵۱ نفر جمعیت دارد و ۱٬۳۴۵ متر بالاتر از سطح دریا واقع شده‌است.